# 鹿児島県立喜界高等学校
鹿児島県立喜界高等学校（かごしまけんりつ きかいこうとうがっこう）は、鹿児島県大島郡喜界町赤連にある県立高等学校。2003年より喜界島の中学校との連携型中高一貫教育を導入している。

## 沿革
- 1949年11月 - 喜界町早町村学校組合立喜界高等学校が開校（普通科・家庭科）。
- 1953年12月 - 日本復帰に伴い鹿児島県立喜界高等学校に移管。家庭科廃止、商業科設置。
- 1957年2月 - 新校舎竣工、現在地に移転。
- 1960年1月 - 校歌制定。
- 1996年3月 - 地震災害建物補修工事竣工（1995年10月に地震発生）。
- 2003年4月 - 連携型中高一貫教育導入。

## 中高一貫教育
喜界島の全3中学校（喜界町立第一中学校、喜界町立第二中学校、喜界町立早町中学校、2012年に統合されて喜界町立喜界中学校となる）と喜界島唯一の高校である喜界高校が連携型と称して2000年から3年間の試行研究期間を経て、2003年から導入している。6年間の指導計画に基づき、総合的な学習の取り組み、相互受け入れ授業・交流授業、合同行事などを実践している。

## 著名な出身者
- 高橋英樹 - 元プロ野球選手。広島東洋カープ（投手）
- 美沢将 - 元プロ野球選手。埼玉西武ライオンズ（内野手）。現鹿児島県警察勤務。
- 原泉 - 元プロ野球選手。東京ヤクルトスワローズ（外野手）。現喜界町役場勤務。